# Tarcza Narwik
Tarcza Narwik (niem. Narvikschild) – niemieckie odznaczenie wojskowe (tarcza naramienna) ustanowione przez Adolfa Hitlera 19 sierpnia 1940 roku. Przyznawane żołnierzom wojsk lądowych Heer, Kriegsmarine i Luftwaffe za udział w bitwie o Narwik w trakcie kampanii norweskiej 1940 roku. Odznaczenie jako pierwszy otrzymał generał Eduard Dietl 21 marca 1941 roku.
Tarcza Narwik wykonana była z białego metalu, wykańczanego na stare srebro. Na tarczy poniżej godła III Rzeszy znajdował się napis "NARVIK", a pod napisem data 1940 rozdzielona szarotką alpejską (symbol strzelców alpejskich) i skrzyżowane ze sobą kotwica (symbol Kriegsmarine) i śmigło (symbol Luftwaffe). Tarczę noszono na sukiennej podkładce w górnej części lewego rękawa; obowiązywało noszenie jej zarówno na kurtce, jak i na płaszczu.

## Galeria

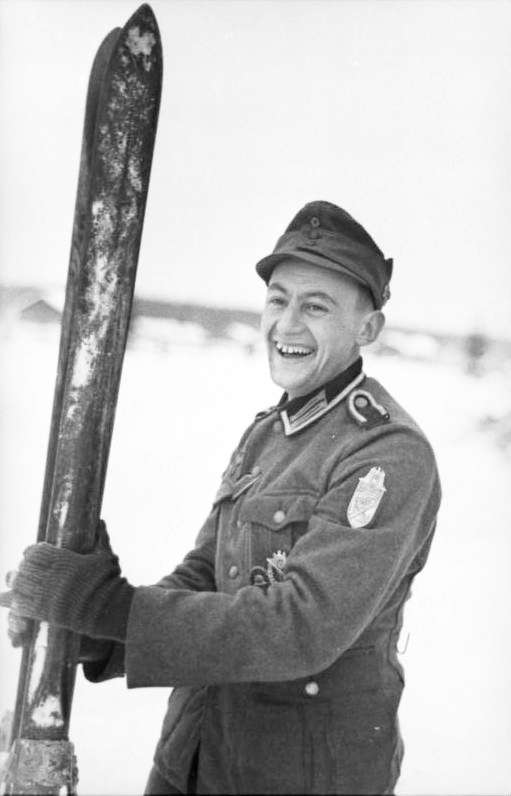
Strzelec alpejski z tarczą
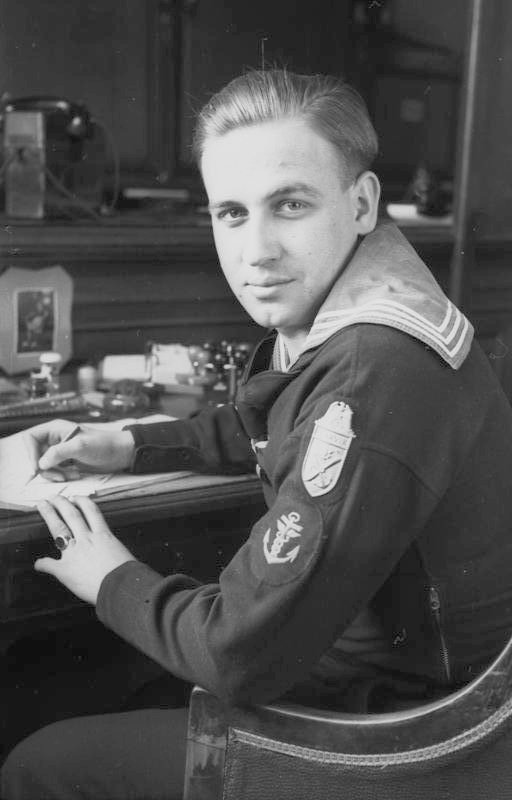
Marynarz Kriegsmarine z tarczą
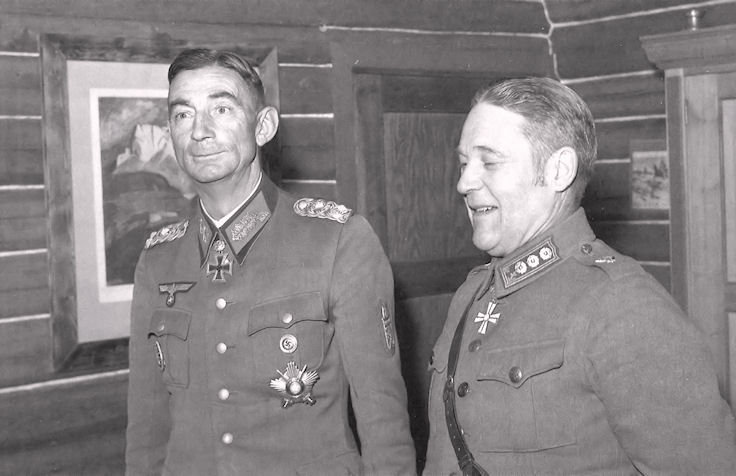
Generał Eduard Dietl z tarczą na rękawie w towarzystwie fińskiego generała Oivy Willamo